# Geslacht (Nederlands)
Het taalkundige geslacht, dus mannelijk, vrouwelijk en onzijdig, (ook wel woordgeslacht genoemd, of Latijn: genus, meervoud genera) is een eigenschap van een naamwoord dat bijbehorende woorden in de zin beïnvloedt. 
In het Nederlands worden zelfstandige naamwoorden en persoonlijke voornaamwoorden door dit geslacht van het zelfstandig naamwoord beïnvloed. Dus het huis van de man is zijn huis, het huis van de vrouw is haar huis.

## Achtergrond

### Mannelijk, vrouwelijk en onzijdig
Het Nederlands kent van oudsher drie grammaticale geslachten (mannelijk, vrouwelijk en onzijdig, de drie genera). Er zijn twee verschillende lidwoorden  de en het (paradigma, waarvan de voorkomt bij woorden die traditioneel 'mannelijk' en 'vrouwelijk' genoemd worden (de man/vrouw), en het bij woorden van het onzijdige geslacht (het kind). Bij onzijdige zelfstandige naamwoorden (substantiva) hoort het bezittelijk voornaamwoord zijn, naast het persoonlijk voornaamwoord het (Het project loopt op zijn einde). Bij mannelijke zelfstandige naamwoorden horen de persoonlijke voornaamwoorden hij (onderwerpsvorm) en hem (voorwerpsvorm) en het bezittelijk voornaamwoord zijn (De dienst heeft zijn nut ruimschoots bewezen). Bij vrouwelijke zelfstandige naamwoorden horen de persoonlijke voornaamwoorden zij/ze (onderwerpsvorm) en haar (voorwerpsvorm) evenals het bezittelijk voornaamwoord haar (De overkapping heeft haar nut ruimschoots bewezen).
Met name het Noord-Nederlands vertoont echter veel kenmerken van een gemeenschappelijk geslacht (commuun genus), waarin mannelijk en vrouwelijk samenvallen (De overdaad heeft zijn / haar negatieve uitwerking op de kinderen natuurlijk niet gemist). Dit soort woorden wordt veelal eenvoudig aangeduid als de-woorden of commuun woorden.
Het voornoemde onderscheid geeft vaak verwarring: moedertaalsprekers uit het noorden van het Nederlandse taalgebied herkennen het geslachtenonderscheid mannelijk/vrouwelijk vaak niet, anders dan sprekers uit het zuiden van het taalgebied. De regels hiervoor moeten dus uit het hoofd worden geleerd of worden opgezocht. Vaak wordt ook een woordenboek of het Groene Boekje geraadpleegd.
Behalve het verschil tussen noordelijk en zuidelijk Nederlands is er in beide gebieden het verschil tussen spreek- en schrijftaal. In het noorden van het Nederlandse taalgebied gebruikt men haar als bezittelijk voornaamwoord alleen nog bij overduidelijk vrouwelijke naamwoorden. In het zuiden wordt voor meer naamwoorden "haar" gebruikt. In de Noord-Nederlandse schrijftaal houdt men verder volgens voorschriften als het Groene Boekje strakker vast aan de geslachtsindeling dan in de spreektaal. Bij commuun woorden kan in de schrijftaal vrij worden gekozen of men "zijn" of "haar" gebruikt. De Noord-Nederlandse spreektaal gebruikt dan veelal z'n, de Zuid-Nederlandse spreektaal gebruikt soms de vorm haar, maar ook wel z'n'.
Mensen die het Nederlands als tweede taal leren, vinden het lastig om de geslachten te onderscheiden.

### Pogingen tot sturing door taalkundigen
In de geschiedenis van de Nederlandse taalkunde heeft men lange tijd geprobeerd het onderscheid tussen het mannelijk en het vrouwelijk geslacht te handhaven, dat in de informele spreektaal niet overal meer bestond. Toen het Woordenboek der Nederlandsche Taal (WNT, vanaf 1864) de Nederlandse woordenschat op papier vastlegde en de spelling gestandaardiseerd werd, moest men het geslacht van de zelfstandige naamwoorden in het Nederlands vaststellen. (In de voorgestelde spelling van De Vries en Te Winkel (1864/1883) werd het bepaalde lidwoord bij een 'mannelijk' object als den en bij een 'vrouwelijk' object als de geschreven. Dus "ik groet den man"). Zo werd de geslachtskwestie een belangrijk onderdeel van de spellingstrijd die leidde tot de spellingswijziging van 1947. In woordenboeken wordt ook nu nog per woord aangegeven of het mannelijk en/of vrouwelijk en/of onzijdig is, waarbij wordt vastgehouden aan de richtlijnen van de Taalunie in het Groene Boekje.

## Typologie
De regels voor mannelijke, vrouwelijke of onzijdige zelfstandig naamwoorden kunnen het best zo worden ingeleid: "Volgens de voorschriften van grammatici is dit woord in de schrijftaal vrouwelijk (of ... )".

### Woorden van het commuun geslacht
Woorden die zowel vrouwelijk als mannelijk zijn en het lidwoord de hebben worden hier "van het commuun (gemeenschappelijk) geslacht" genoemd. Er zijn de volgende categorieën:
- De meeste namen van tastbare voorwerpen die oorspronkelijk uitsluitend vrouwelijk waren: de bank, de brug, de kast, de naald, de pijp.[noten 2] In het Noord-Nederlands geeft men aan deze categorie in de regel mannelijke verwijswoorden, bijvoorbeeld "de bank" (dus hij/hem/zijn), terwijl men in het zuiden iets vaker haar, ze zegt en schrijft: Staat de bank in de weg? Schuif ze (Zuid-Nederlands) / hem (Noord-Nederlands) dan maar even opzij.
- Algemene aardrijkskundige aanduidingen (behoudens namen van individuele steden enzovoorts; zie hieronder): de stad, rivier
- Namen van hemellichamen: de planeet, de maan, de ster.
- Persoonsnamen die voor mannen en vrouwen kunnen worden gebruikt: de baby, de deugniet, de arts, de babbelkous. Hieronder vallen ook zelfstandig gebruikte bijvoeglijke naamwoorden en voltooide deelwoorden: de zieke, de blinde, de betrokkene, de gewonde

### Woorden van het vrouwelijk geslacht
Een aantal naamwoorden in het Nederlands zijn, ongeacht de invloed van een streektaal, in de verzorgde geschreven taal altijd vrouwelijk. Tot deze woorden behoren de volgende categorieën:
- Woorden met de inheemse achtervoegsels

-de, -te: de liefde, de diepte;
-heid, -nis, -schap: de waarheid, de kennis (maar niet het vonnis), de beterschap (woorden op -schap kunnen ook onzijdig zijn);
-ij, -erij, -arij, -enij en -ernij: de voogdij, de bedriegerij, de rijmelarij, de artsenij, de razernij;
-ing, -st achter een werkwoordstam: de beschaving, de wandeling, de winst, de kunst, de komst (de dienst en de angst zijn echter mannelijk).
- Woorden met de uitheemse achtervoegsels of elementen

-ade, -ide, -ode, -ude: de tirade, de planetoïde, de periode, de amplitude;
-age, -ine, -se: de tuigage, de discipline, de analyse;
-ie, -tie, -logie, -sofie, -agogie: de familie, de politie, de biologie, de filosofie, de demagogie (maar -arie: de kanarie is bijvoorbeeld mannelijk);
-iek, -ica: de muziek, de logica (maar de lambiek is mannelijk; geen uitgang op -iek);
-theek, -teit, -iteit: de discotheek, de puberteit, de subtiliteit;
-tuur, -suur: de natuur, de censuur;
-sis, -xis, -tis: de crisis, de syntaxis, de bronchitis.
- Aanduidingen van vrouwelijke personen en dieren: de kip, de merrie, de nicht, de tante, de teef. Het grammaticaal geslacht (mannelijk/vrouwelijk) van wat wordt aangeduid  is doorgaans gelijk aan het biologische geslacht. (Bij het gebruik van "haar/zijn" gaat het biologisch geslacht voor, dus: Het meisje (onzijdig woord) maakt haar (vrouwelijk) huiswerk. En als de minister een vrouw is krijgen we bijvoorbeeld: De minister (mannelijk woord) gaf haar (vrouwelijk) antwoord.)
  - Soms worden aanduidingen van mannelijke personen vrouwelijk gemaakt (gemoveerd) door middel van een achtervoegsel (suffix) -ster, -es, -in, -egge, -se: de verpleegster, de lerares, de koningin, de dievegge, de domineese (vrouw van de dominee).
  - Er zijn binnen deze groep enkele uitzonderingen die onzijdig zijn, zoals het meisje (wat eigenlijk het verkleinwoord van de meid is). Verder zijn het veelal woorden met een bepaalde bijklank (connotatie): het wijf, het vrouwmens.

### Woorden van het mannelijk geslacht
Een aantal woorden is ongeacht de streek in Nederland en Vlaanderen mannelijk. Tot deze woorden behoren de volgende categorieën:
- Woorden met de achtervoegsels -man, -aar, -aard, -er, -erd: de stuurman, de leugenaar, de dronkaard, de bakker, de engerd (de baker behoort tot niet deze klasse en is vrouwelijk)
- Zelfstandig gebruikte werkwoordstammen: de bloei, de dank, de groei, de schrik, de slaap, de raad
- Enkele woorden met het achtervoegsel -dom die niet onzijdig zijn: de rijkdom, de ouderdom
- Aanduidingen van mannelijke personen en dieren: de oom, de neef, de dief, de verpleger, de hengst, de reu, de haan
- Namen van dagdelen (dus de ochtend, de middag enzovoort en het woord de dag zelf)
- Alle boomnamen, behalve de linde en de tamarinde
- Een groep losse woorden waarbij de taalunie alleen de duiding m geeft; hiervoor bestaan geen vaste regels.

### Onzijdige woorden
Tot de onzijdige woorden ("het-woorden") behoren de volgende categorieën.
1. Met voor- en achtervoegsels
- Werkwoordstammen van twee lettergrepen met de voorvoegsels be-, ge-, ont- en ver- zonder -ing aan het eind: het beraad, het gedoe, het ontslag, het verraad, het verslag
- Afleidingen van het type ge- + ... + -te: (berg) het gebergte, (vogel) het gevogelte, (hemel) het gehemelte
- Woorden met de volgende achtervoegsels: -isme, -asme, -gram (niet kilogram), -ment, -sel, -um (uitgezonderd de datum, de petroleum); het boeddhisme, het orgasme, het monogram, het segment, het deksel, het omhulsel, het museum, het continuüm
- De meeste woorden met de achtervoegsels -dom, -schap en -goed: het mensdom, het christendom, het genootschap, het landschap, het meesterschap, het gedachtegoed, het landgoed
- Verkleinwoorden op -je:  het briefje, het bloempje, het lammetje

2. Werkwoorden die worden gebruikt als zelfstandig naamwoord (gesubstantiveerde werkwoorden): het eten, het lopen, het zwemmen, het denken
3. Namen:
- de meeste geografische namen, dus namen van werelddelen, eilanden, landen, steden enzovoorts, en geografische entiteiten die een bestuurlijke eenheid vormen of vormden: het Europa, het Ambon, het Engeland, het Brussel, het Lombardije. Enkele uitzonderingen: de Verenigde Staten, de Nederlanden (twee pluralia tantum), de Sovjet-Unie (vrouwelijk vanwege het kernwoord).
- namen van windrichtingen: het noorden, het zuiden, het oosten, het westen
- Namen van talen: het Frans, het Engels, het Duits enz.
- Namen van sporten en spelen: het handbal, het kaartspel, het voetbal
- Namen van metalen: het goud, het ijzer
- De meeste namen van bedrijven die als zelfstandig naamwoord zijn gebruikt: Het noodlijdende Vitality bv moest zijn divisie Apparatuur afstoten.

4. Een aantal losse woorden en bijbehorende afleidingen, zoals 
- het blik (metaal), het bos (bomen), het internet, het hotel, het glas, het idee, het kalf, het lam, het kuiken (jonge dieren zijn onzijdig), het pad (weg), het punt (plaats, kwestie)

Voor tweedetaalsprekers is het lastig het juiste geslacht van zelfstandig naamwoorden te onthouden, daarom deze Lijst van onzijdige woorden in het Nederlands.

### Deenhet
Sommige woorden kunnen optreden als het-woord, maar ook als de-woord, al dan niet met verschil in betekenis: het/de eigendom (de eigendom is het recht op een bezitting, het/de subsidie (meestal de subsidie), het/de soort het/de bocht (het bocht is slechte drank). Soms betreft het feitelijk twee verschillende woorden (zoals in het laatste voorbeeld). In gevallen als eigendom hangt het gebruik vooral af van het register.

### Letterwoorden
Bij het bepalen van het geslacht van samenstellingen en letterwoorden geldt het geslacht van het kernwoord als basis. In bijvoorbeeld Partij van de Arbeid", "Europese Unie", "Vereenigde Oostindische Compagnie" zijn de kernwoorden vrouwelijk, daarom worden de afkortingen PvdA, EU en VOC eveneens als vrouwelijk behandeld. "Verenigde Staten" is een plurale tantum, dus is de afkorting VS dat volgens de regels ook.

### Biologisch en taalkundig geslacht
Als een woord op grond van zijn betekenis noodzakelijkerwijs een bepaald biologisch geslacht heeft, is het grammaticale geslacht daarmee veelal in overeenstemming. Dit geldt specifiek voor namen van mensen en dieren. Noodzakelijk vrouwelijk zijn woorden als
- de dochter, de moeder, de tante, de vrouw
- de koe, de ooi, de teef

Noodzakelijk mannelijk zijn bijvoorbeeld:
- de man, de oom, de vader, de zoon
- de ram, de reu, de stier

Daarbij komt nog een groep woorden die op grond van hun achtervoegsel vrouwelijk zijn: de dievegge, de directrice, de lerares, de waardin. Daar staan woorden zonder achtervoegsel tegenover – de leraar, de directeur, de waard, de dief – die traditioneel mannelijk zijn, maar zowel personen van het vrouwelijk als van het mannelijk geslacht kunnen aanduiden, en zich ook grammaticaal voegen naar het aangeduide geslacht: De directeur ligt nu al maanden overhoop met zijn / haar staf. Om eventuele verwarring of de indruk van een fout gebruik te voorkomen, kan men de vrouwelijke versies van deze woorden gebruiken: de dievegge, de directrice, de lerares, de waardin.
Persoons- en dieraanduidingen kunnen echter ook onzijdig (met lidwoord het) zijn. Dit komt vooral voor als de aangeduide persoon wordt ervaren als klein:, en als er voor een dier een mannelijke, een vrouwelijke, maar daarnaast ook een algemene term bestaat voor mannelijke en vrouwelijke dieren samen, bijvoorbeeld het schaap:
- het kind, het wicht
- het meisje, het jongetje, het ventje, het dochtertje (alle verkleinwoorden op -je)
- het schaap (naast de ooi vrouwelijk en de ram mannelijk), het rund

Betreft het hier personen, dan richten het persoonlijk en het bezittelijk voornaamwoord zich naar het biologisch geslacht:
- Het meisje had haar knie geschaafd, maar ze was er niet van onder de indruk.
- Dat mispunt (van het mispunt) denkt dat hij maar alles kan doen waar hij zin in heeft.

### Persoon in het algemeen
Soms wordt in een tekst over een persoon in het algemeen hij/zij (of "hij of zij") gebruikt, en analoog hem/haar en zijn/haar. In andere gevallen wordt alleen de mannelijke vorm gebruikt. Bij een formele regeling staat soms een bepaling zoals "waar hij/hem/zijn staat wordt ook zij/haar bedoeld".
De Aanwijzingen voor de regelgeving schrijven voor dat zulke combinaties van aanduidingen van mannen en vrouwen niet worden gebruikt. In de praktijk wordt dan ook in de meeste officiële regelingen hij/hem/zijn gebruikt.
Voorbeeld:
- Nederlands Burgerlijk Wetboek, Boek 1, artikel 35, lid 1: Een minderjarige mag geen huwelijk aangaan zonder toestemming van zijn ouders.
- Wetboek van Strafrecht art. 461: Hij die, zonder daartoe gerechtigd te zijn, zich op eens anders grond waarvan de toegang op een voor hem blijkbare wijze door de rechthebbende is verboden, bevindt of daar vee laat lopen, wordt gestraft met geldboete van de eerste categorie.

Uitzondering:
- Boek 1 van het Nederlandse Burgerlijk Wetboek, artikel 5, lid 9, tweede zin: Hetzelfde geldt indien een van de ouders wegens geestelijke stoornis onder curatele staat dan wel indien ten aanzien van hem of haar een mentorschap bestaat.

## Congruentie (Overeenstemming)

### Zelfstandig naamwoord
Het geslacht van een zelfstandig naamwoord kan de volgende woordsoorten beïnvloeden: de bijvoeglijke naamwoorden, de voornaamwoorden, het bepalend lidwoord en enkele betrekkelijke voornaamwoorden:
- bijvoeglijke naamwoorden krijgen soms een buigings-e als uitgang; dit wordt bepaald door het geslacht van het hoofdwoord (het geslacht van het zelfstandig naamwoord):

een groen boek (boek is een het-woord)
een groene krant (krant is een de-woord)
een goede man/vrouw tegenover een goed kind
Er zijn hier dus maar twee verschillende vormen.
- voornaamwoorden worden in de schrijftaal zodanig gekozen dat zij het geslacht van het hoofdwoord weerspiegelen.

De regering heeft haar besluit herzien, nadat zij hernieuwd advies had ingewonnen.
De raad heeft zijn besluit herzien, nadat hij hernieuwd advies had ingewonnen.
Het college heeft zijn besluit herzien, nadat het hernieuwd advies had ingewonnen.
Daarnaast bestaan in verouderd Nederlands en in staande uitdrukkingen nog de genitiefvormen der (vrouwelijk, commuun en meervoud) en des (mannelijk, onzijdig) met dezelfde betekenis als "van de".
In naam der wet. (commuun)
De vader des vaderlands
- De betrekkelijke voornaamwoorden wiens (m.) en wier (v.) richten zich naar het geslacht van hun hoofdwoord, het antecedent in de hoofdzin. Het gebruik van deze verwijswoorden beperkt zich hoofdzakelijk tot de schrijftaal.

De burgemeester, op wiens gezag ik u dit in vertrouwen meedeel, zal over een week zijn ontslag aanbieden. (Blijkbaar is de burgemeester een man.)
De directrice, op wier gezag ik u dit in vertrouwen meedeel, zal over een week haar ontslag aanbieden.

### Overzicht
Bijvoeglijk naamwoord, persoonlijk en bezittelijk voornaamwoord en bepalend lidwoord variëren dus in hun vorm, al naargelang van het geslacht van het hoofdwoord:
|                                                  | Bijvoeglijk naamwoord na onbepaald lidwoord: Met of zonder -e | Persoonlijk voornaamwoord, onderwerp enkelvoud: Hij, zij, het | Persoonlijk voornaamwoord, voorwerp enkelvoud: Hem, haar, het | Bezittelijk voornaamwoord enkelvoud: Zijn, haar, zijn | Bepalend lidwoord: De, het |
| ------------------------------------------------ | ------------------------------------------------------------- | ------------------------------------------------------------- | ------------------------------------------------------------- | ----------------------------------------------------- | -------------------------- |
| bij mannelijk zelfstandig naamwoord: De Auto     | buigings-e: een groene auto                                   | hij Hij rijdt hard.                                           | hem Ik zie hem.                                               | zijn Zijn banden zijn versleten.                      | de groene auto             |
| bij vrouwelijk zelfstandig naamwoord: De Fabriek | buigings-e: een groene fabriek                                | zij/ze Zij staat leeg.                                        | haar/ze Ik zie haar.                                          | haar Haar vertrekken staan leeg.                      | de groene fabriek          |
| bij onzijdig zelfstandig naamwoord: Het Land     | geen buigings-e: een groen knollenland                        | het Het herbergt twee haasjes.                                | het Ik zie het.                                               | zijn Zijn knollen zijn aangevreten.                   | het groene knollenland     |

Er blijkt dus in het huidige Standaardnederlands weinig vormverschil te zijn tussen het mannelijk en het vrouwelijk geslacht, afgezien van de voornaamwoordelijke verwijzing (hij/zij/het, hem/haar/het, zijn/haar/zijn). Het onderscheid tussen "mannelijk de" en "vrouwelijk de" is met de spellingwijziging van 1948 ook uit de geschreven taal verdwenen.

## Geschiedenis van de geslachten
Omdat het geslacht van een zelfstandig naamwoord meestal niet meteen duidelijk is, hebben taalgeleerden door de eeuwen heen getracht van ieder woord het geslacht te "reconstrueren". Zij spanden zich in het "oorspronkelijke" geslacht van woorden te achterhalen, maar stuitten daarbij op problemen.
- Het begrip "oorspronkelijk" is vaak niet bruikbaar. Er was altijd een nog eerdere fase.
- Vroegere taalfasen zijn gebrekkig bekend. Zo zijn van het Oudnederlands maar enkele teksten overgeleverd, en de wortels van vele woorden zijn aldus in de nevelen van de tijd verdwenen.
- Woorden kunnen van geslacht veranderen. Hulpmiddelen bij de geslachtsreconstructie zijn het redeneren vanuit analogie met vergelijkbare woorden.

In eerdere fasen van het geschreven Nederlands kwamen nog verbogen vormen als den en der van het lidwoord de voor, waardoor mannelijk en vrouwelijk duidelijk van elkaar te onderscheiden waren, maar deze naamvalsuitgangen werden afgeschaft.

## Regionaal gebruik
Een aantal dialecten van het Nederlands maakt door middel van de lidwoorden nog wel onderscheid tussen mannelijk en vrouwelijk, wat blijkt uit verschillende lidwoorden en de verbuiging van bijvoeglijke, aanwijzende, bezittende en ontkennende naamwoorden. In Vlaanderen bijvoorbeeld is het onbepaald lidwoord bij mannelijke woorden "ne(n)", en een dergelijk onderscheid bestaat eveneens in veel dialecten van het Limburgs. In de Brabantse dialecten is het onbepaald lidwoord bij mannelijke woorden ne(n), bij vrouwelijke een, en bij onzijdige e en het bepaald lidwoord respectievelijk de(n), de en het. In de Zuid-Nederlandse spreektaal worden alledaagse voorwerpen die historisch vrouwelijk zijn (het betreft hier de woorden die in de laatste twee edities van het Groene Boekje als "m en v" worden aangeduid, zoals kast en deur) nog vaak als vrouwelijk aangeduid, al neemt ook hier de neiging tot het vervangen van "zij" en "haar" door "hij" en "hem" in de standaardtaal toe.
Het behoud van de driedeling hier stamt voort uit accusativisme, waarbij de vierde naamval (lijdend voorwerp, accusatief) de eerste naamval (onderwerp, nominatief) verdringt. In het Middelnederlands was het onderscheid tussen de geslachten sterk dankzij het naamvalstelsel. Bij het verdwijnen van de naamvallen verdrong de nominatiefvorm in Hollandse dialecten de oude accusatief- en datiefvormen (nominativisme), waarbij het zichtbare onderscheid tussen mannelijke en vrouwelijke woorden wegviel. In het Brabants namen de oude nominatief- en datiefvormen de accusatiefvorm aan (accusativisme). Deze vorm maakt wel een onderscheid tussen beide geslachten (bijvoorbeeld: mannelijk den en vrouwelijk de).

## Nieuwe ontwikkelingen

### "Haar-ziekte"
Bij woorden die officieel mannelijk of vrouwelijk zijn wordt dit geslacht ten onrechte niet altijd gevolgd, in zowel de spreektaal, als de schrijftaal. In plaats daarvan krijgen bijvoorbeeld bepaalde onzijdige zelfstandige naamwoorden nu ten onrechte een vrouwelijke verwijzing "haar". Bijvoorbeeld Het waterschap is gereorganiseerd, maar toch kan zij haar taken niet aan, dit moet zijn kan het zijn taken niet aan. Net zo bij namen van plaatsen en landen, die volgens de regels altijd onzijdig zijn: Europa heeft haar lageropgeleiden uitgesloten, dit moet zijn zijn lageropgeleiden.

### Masculinisering
Anderzijds krijgen de-woorden die geen vrouwelijk wezen aanduiden en naar iets telbaars verwijzen vaak consequent een mannelijke verwijzing "hij/hem/zijn", ook wanneer ze door de Taalunie en in de Van Dale uitsluitend als v (vrouwelijk) staan aangeduid (voorbeeld: Het duurt lang voordat een taalverandering zijn beslag heeft gekregen, dit moet zijn haar beslag, want verandering is een vrouwelijk woord). Het laatstgenoemde verschijnsel ("masculinisering", vermannelijking) komt vooral voor in de Noord-Nederlandse spreektaal.

### Vervaging van het onderscheid zijdig/onzijdig
Behalve dat het onderscheid tussen mannelijk en vrouwelijk soms verdwijnt, vervaagt ook wel het onderscheid zijdig/onzijdig, dus tussen "de-" en "het-woorden". De genoemde "haar-ziekte" is een voorbeeld, maar ook het gebruik van het betrekkelijk voornaamwoord dat in plaats van die: Een programma die ik gebruik, dit moet zijn een programma dat ik gebruik want programma is een onzijdig woord (het-woord). Ook het omgekeerde komt voor, dus dat men de onzijdige verwijswoorden het, dit en dat gebruikt die bij "het-woorden" horen om naar de-woorden te verwijzen.
De oude congruentie van voornaamwoorden met het grammaticale geslacht van het zelfstandige naamwoord wordt hierdoor in de spreektaal steeds meer vervangen door een semantische congruentie. Mannelijke voornaamwoorden hij/hem/deze/die worden dan gebruikt om naar concrete telbare objecten te verwijzen ('het bericht', 'het boek', 'het ding', 'het glas', 'het huis', 'het verhaal'). Bijvoorbeeld: Het boek ligt op tafel. Ik leg hem terug in de kast. Onzijdige voornaamwoorden het/deze/dat worden gebruikt om naar ontelbare substanties te verwijzen ('de kleding', 'de pijn', 'de rommel', 'de spinazie', 'de verf', 'de wijn'). Bijvoorbeeld: Ik koop geen merkkleding, tenzij het heel goedkoop is.